# Église Saint-Sauveur de Corlay
L'église Saint-Sauveur est un édifice situé à Corlay, en France.

## Localisation
L'église est située sur le territoire de la commune de Corlay dans le département des Côtes-d'Armor, dans la région Bretagne.

## Description
L'église est composée d'une nef de sept travées avec bas-côtés, d'une abside à chevet carré, et d'un clocher sur la façade occidentale dont la partie inférieure sert de porche d'entrée. La façade sud aurait été refaite au XIXe siècle. À l'intérieur, les voûtes sont en charpente lambrissée.

## Historique
L'église est inscrite au titre des monuments historiques par arrêté du 27 juin 1925.

## Galerie

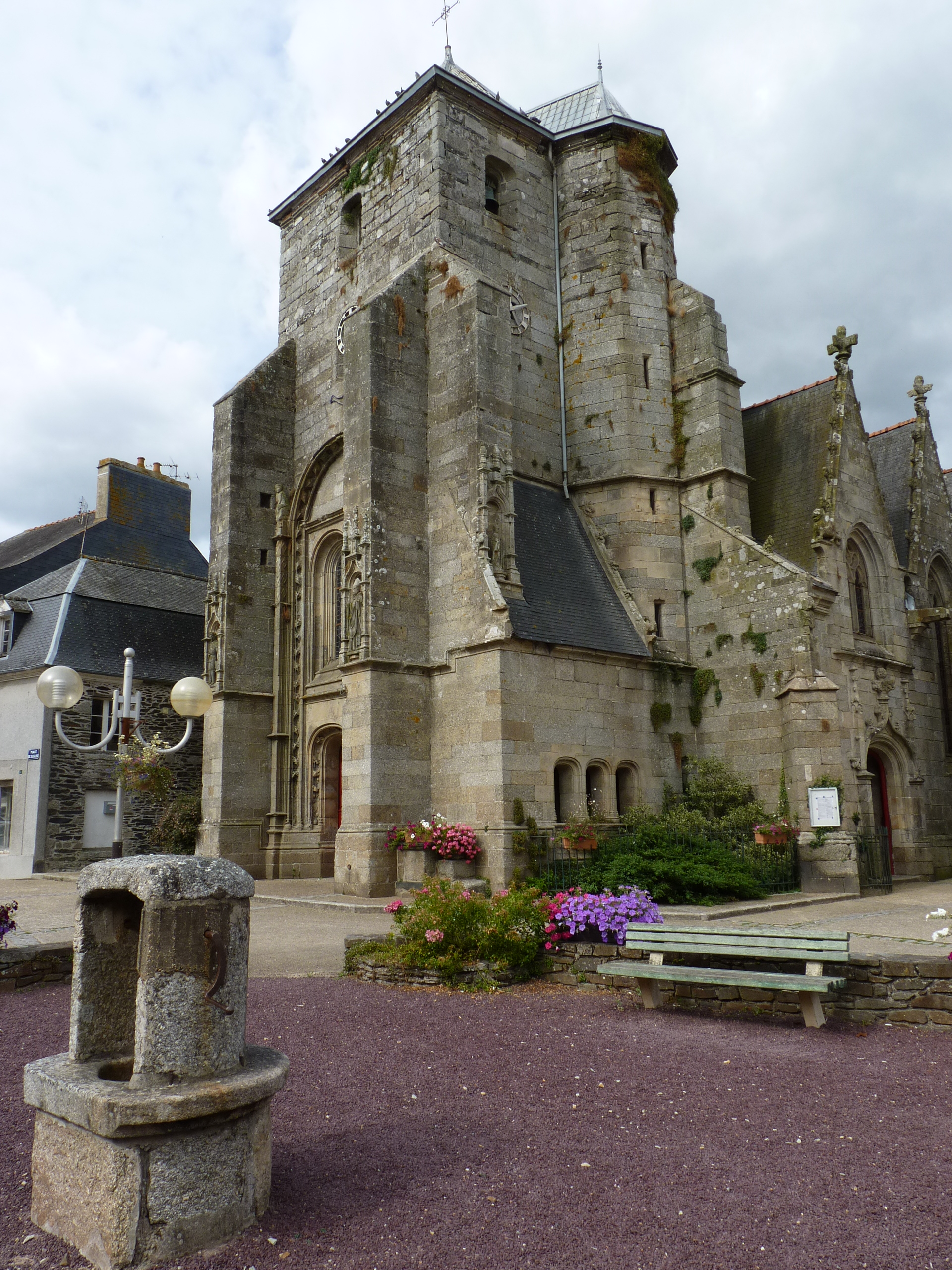
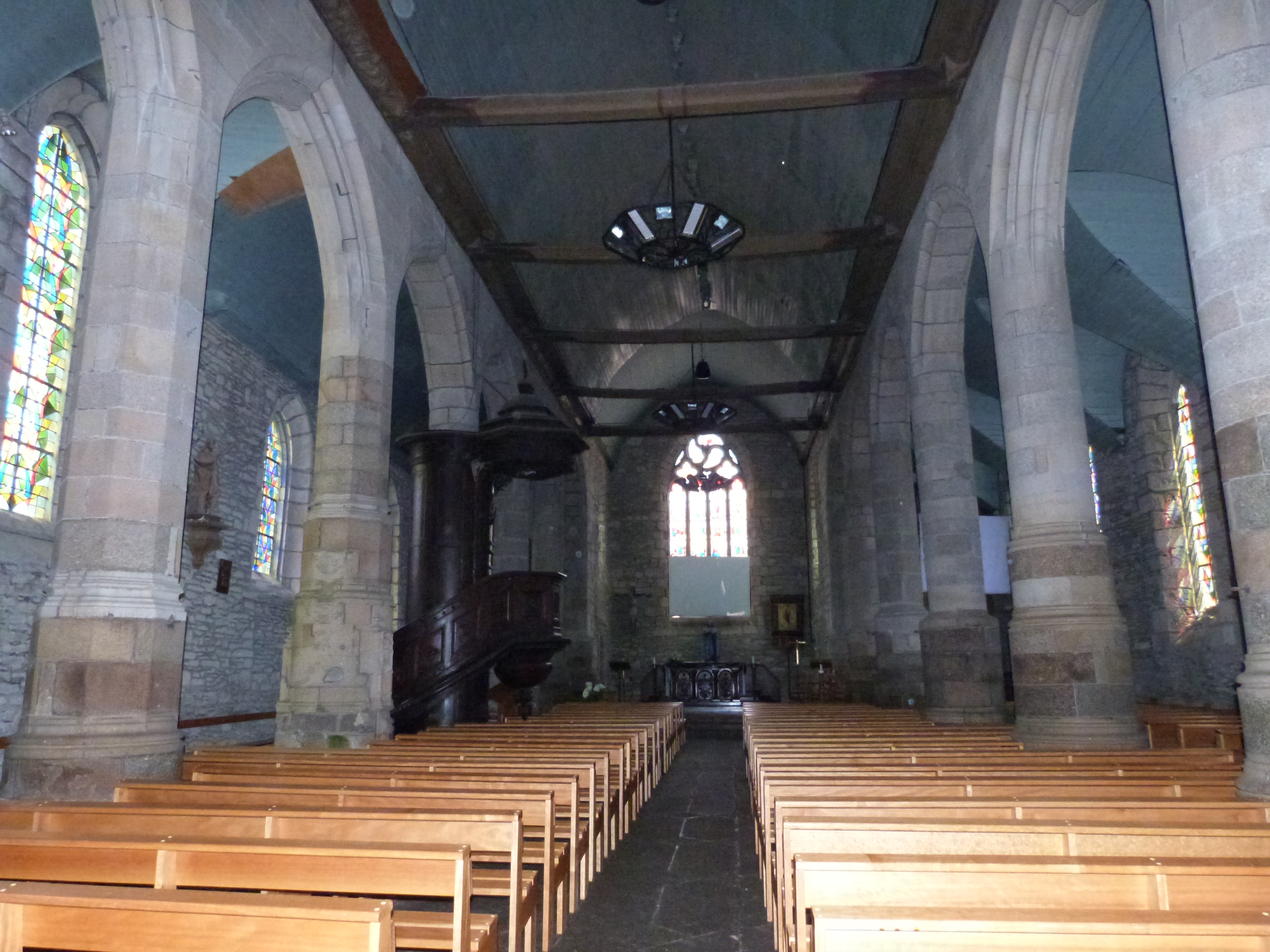
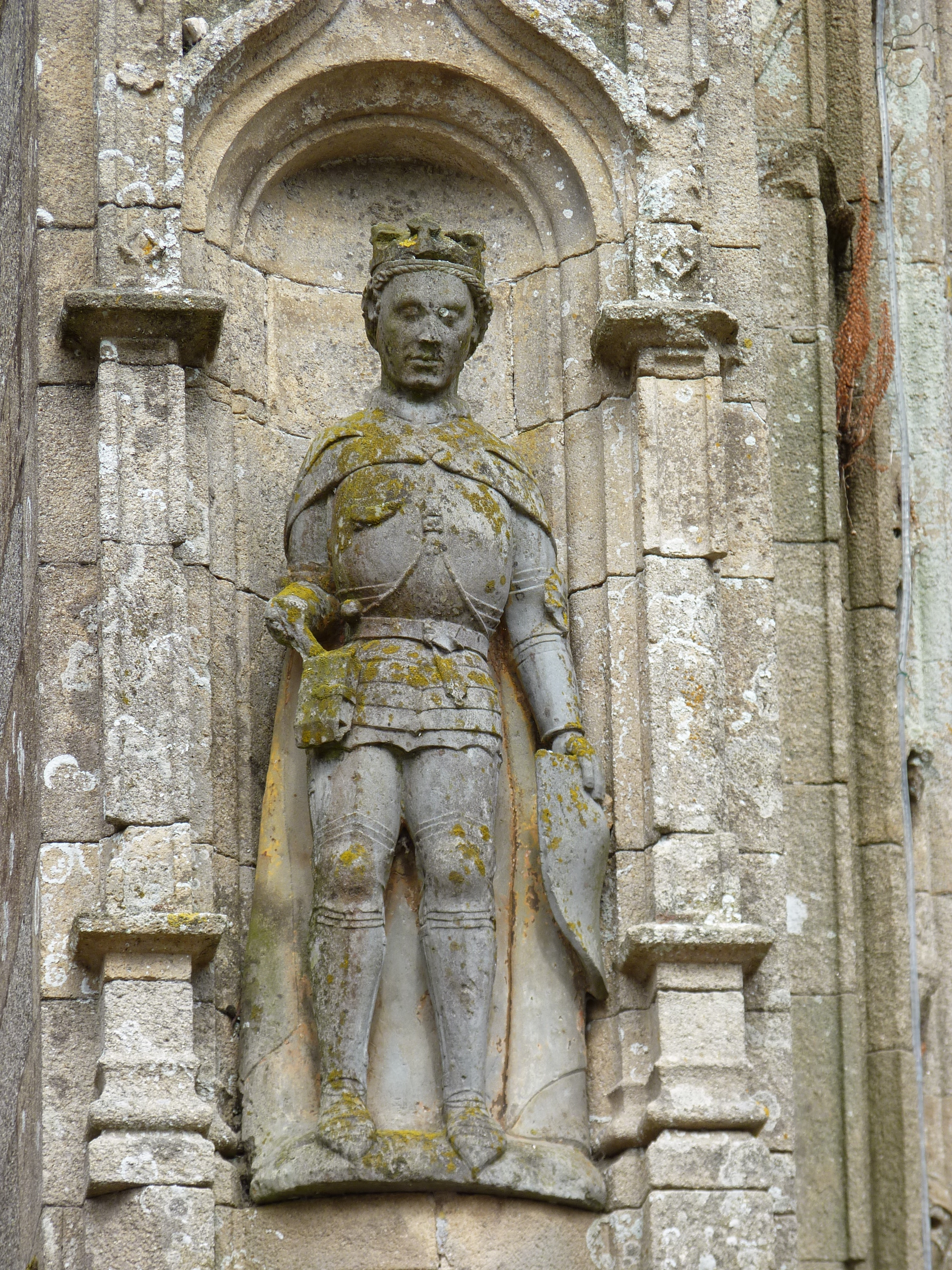
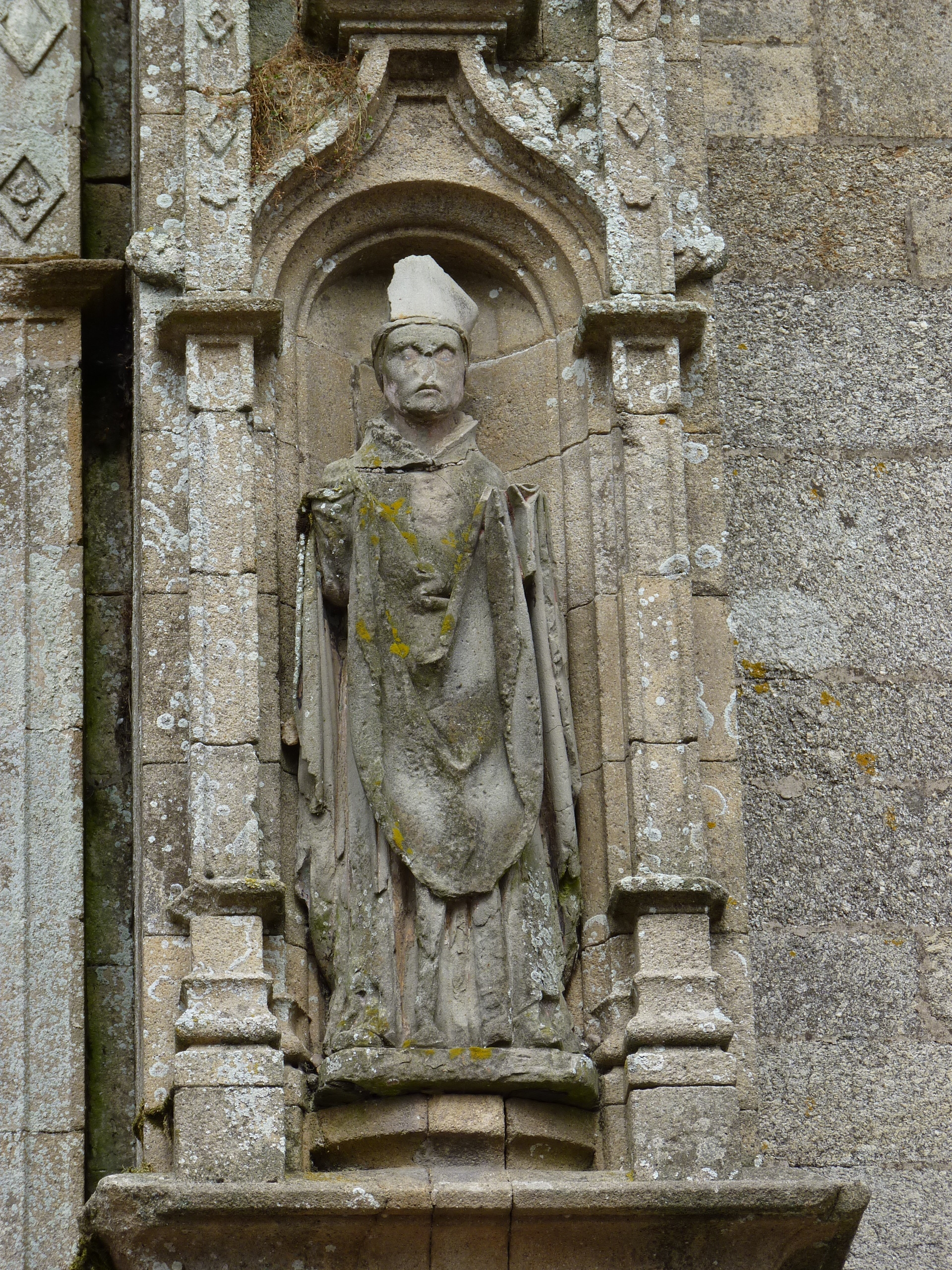
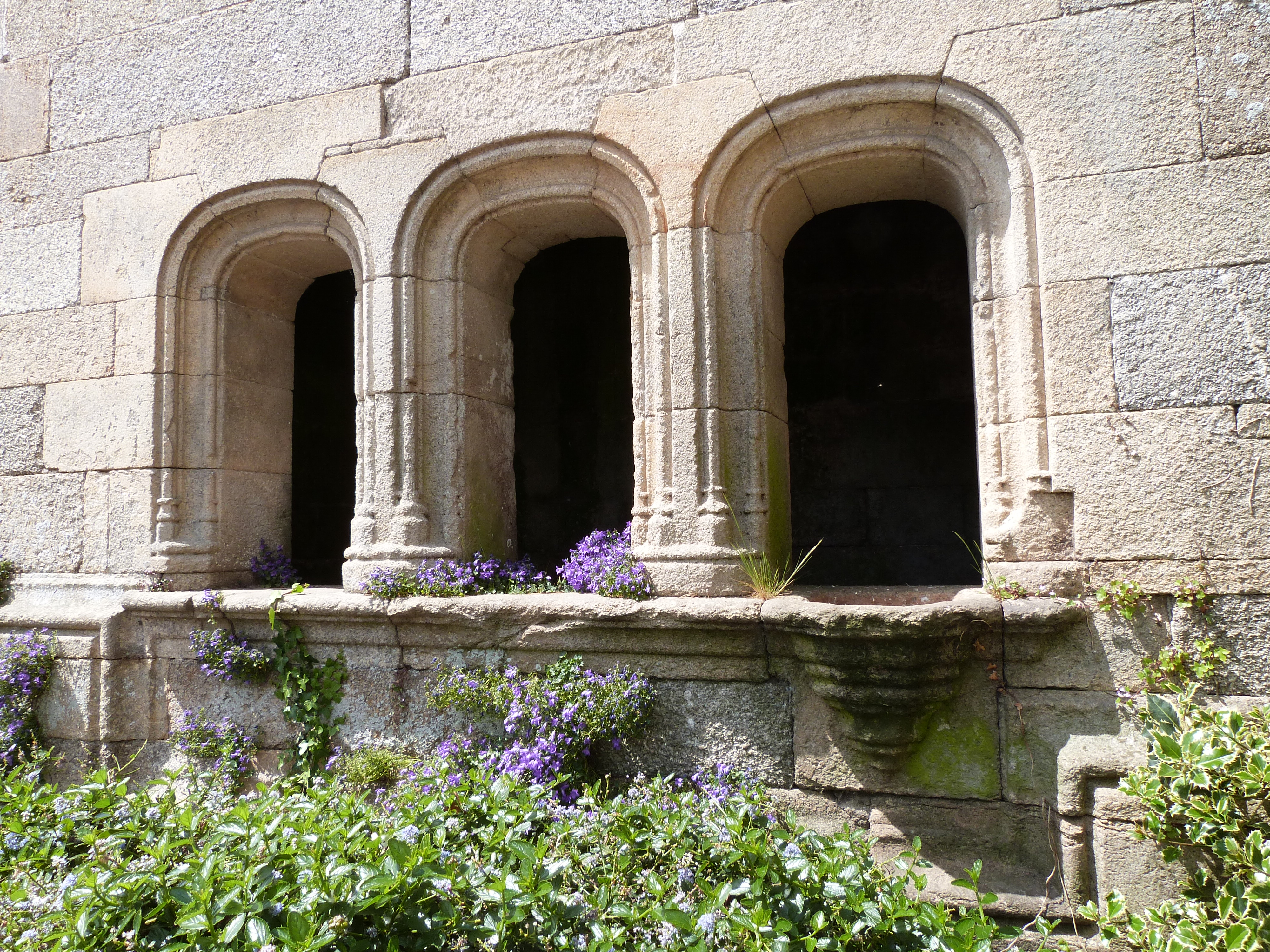
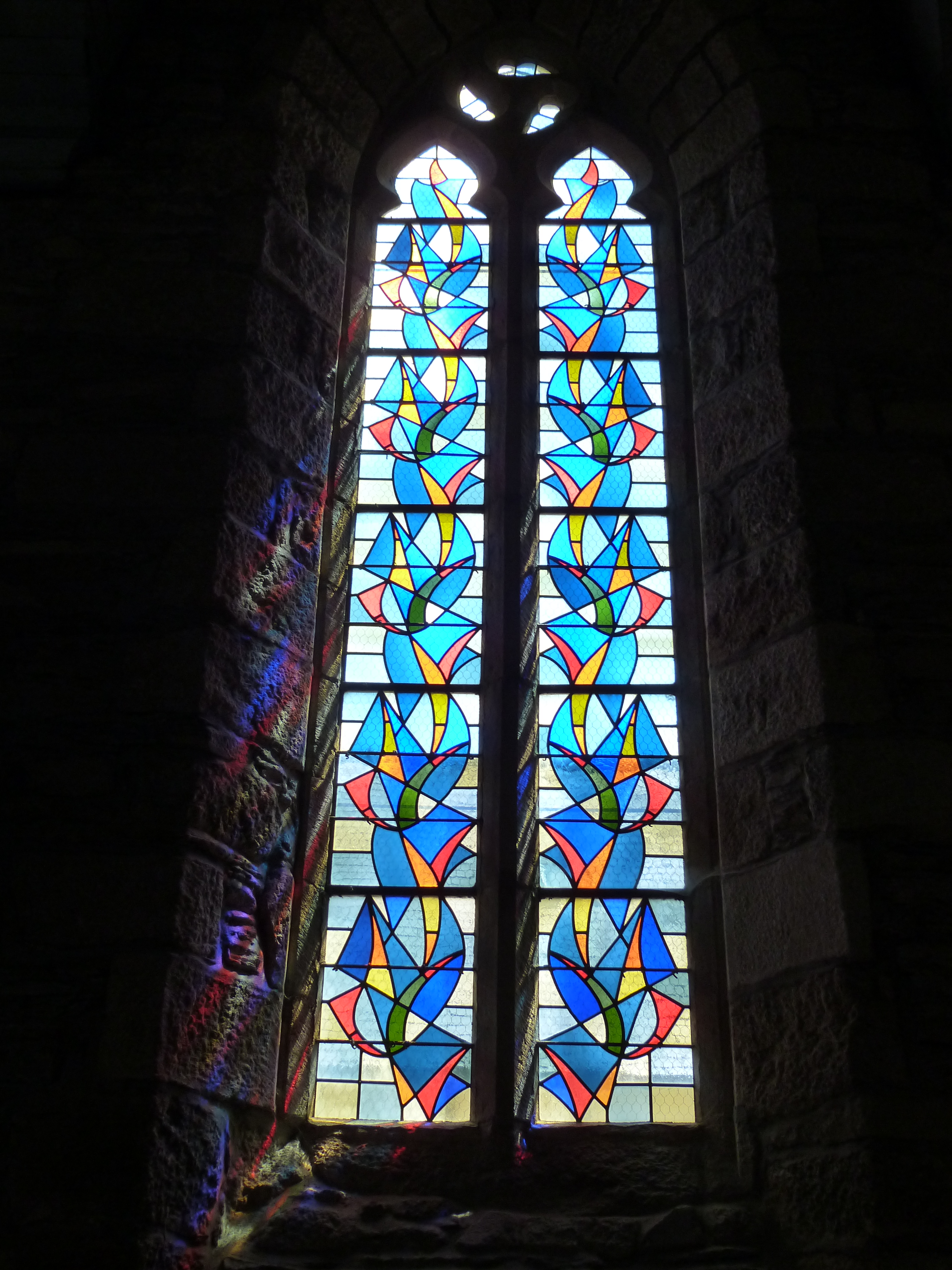